# Pagod

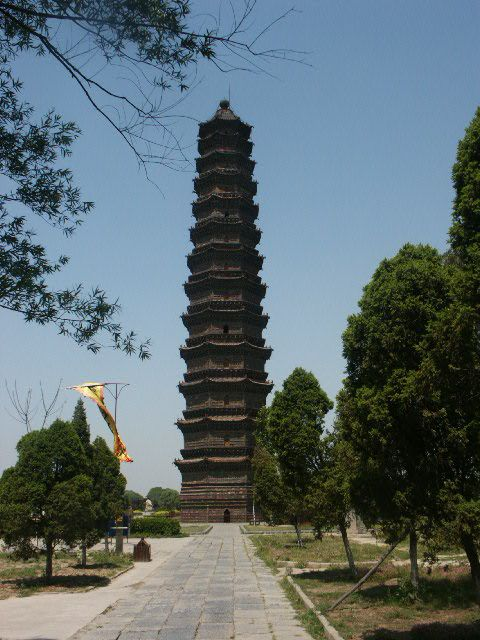
Järnpagoden i Kaifeng, Kina.

Pagod (av persiska butkada "avgudatempel"; möjligen av sanskrit bhagavati, 'helig dyrkans hus') är ett buddhistiskt byggnadsverk. Det utvecklades i Kina till höga, smala hus med ett antal våningar. Benämningen pagod används också (ibland) om buddhistiska stupor i Myanmar, Sri Lanka och Thailand; som stupor är dessa kupolliknande, mer massiva och har höga spiror.

## Pagoder i Östasien
I Kina har pagoder, möjligen efter förebilder från Nepal, utformats som fristående åttakantiga torn, oftast med tre, fem, sju, nio, elva eller tretton våningar. Pagoder är ofta byggda i anknytning till buddhistiska tempel och kloster, men har också en oberoende betydelse i kinesisk geomantisk teori som lyckobringande element i landskapet. Det finns även pagoder i Korea och Japan. Världens högsta pagod, Tianning-pagoden i kinesiska Changzhou, är 153,7 meter hög

## Pagoder i Syd- och Sydöstasien
Stupor i Sri Lanka, Burma och Thailand kallas ibland/ofta pagoder, trots att de inte har koppling till den kinesiska pagodtraditionen. Dessa byggnader är, liksom stupor i Tibet och Nepal, mer eller mindre massiva, kupolliknande byggnader med höga spiror. Den 110 meter höga Shwedagon i Rangoon, benämns ofta Gyllene pagoden på svenska.